# Beatrix III van Bigorre
Stephanie van Marsan ook bekend als Beatrix III van Bigorre was van 1178 tot aan haar dood gravin van Bigorre en burggravin van Marsan. Ze behoorde tot het huis Marsan.

## Levensloop
Stephanie was de dochter van graaf Centullus III van Bigorre en diens echtgenote Matella, dochter van heer Raymond I van Baux en weduwe van burggraaf Peter II van Béarn. In 1178 volgde ze onder de naam Beatrix III haar vader op als gravin van Bigorre en burggravin van Marsan.
Rond 1177 huwde ze met haar eerste echtgenoot, burggraaf Peter II van Dax. Het huwelijk bleef kinderloos. Na het overlijden van Peter II werd Beatrix door haar vader verloofd met graaf Bernard IV van Comminges, om op die manier de rivaliteit tussen de graven van Bigorre en Comminges te beëindigen. In 1180 vond het huwelijk plaats, waarna Bernard IV bezitting nam over de Bigorre en de Val d'Aran. Als heerser in de Val d'Aran stond Bernard IV onder de suzereiniteit van koning Alfons II van Aragón. Hierdoor weigerde Bernard zijn vazal over Bigorre, graaf Raymond V van Toulouse, militaire steun te geven toen die in de Provence tegen Alfons II vocht. 
In 1192 liet Bernard IV zich van Beatrix scheiden, waarna hij haar en hun dochter Petronella uit Bigorre liet verbannen. Bernard behield de controle over Bigorre, waar koning Alfons II van Aragón het niet eens mee was. Alfons intervenieerde en dwong Bernard om Bigorre op te geven en aan zijn dochter Petronella te schenken.
In 1194 stierf Beatrix III, waarna haar dochter Petronella haar opvolgde als burggravin van Marsan en gravin van Bigorre.

## Nakomelingen
Beatrix III en haar tweede echtgenoot Bernard IV van Comminges hadden een dochter:
- Petronella (1184-1251), gravin van Bigorre en burggravin van Marsan